# Metridia princeps
Metridia princeps är en kräftdjursart som beskrevs av Giesbrecht 1889. Metridia princeps ingår i släktet Metridia och familjen Metridinidae. Inga underarter finns listade i Catalogue of Life.